# José Antonio Barrios
José Antonio Barrios (Santa Cruz de Tenerife, 11 novembre 1948) è un ex calciatore e allenatore di calcio spagnolo, di ruolo attaccante.

## Palmarès

### Giocatore

#### Competizioni nazionali
- Campionato spagnolo: 1

Barcellona: 1973-1974